# Bèsties fantàstiques: Els crims de Grindelwald
Bèsties fantàstiques: Els crims de Grindelwald (títol original en anglès: Fantastic Beasts: The Crimes of Grindelwald) és una pel·lícula dramàtica de fantasia de 2018, dirigida per David Yates, produïda per Heyday Films i distribuïda per Warner Bros. Pictures.
Es tracta d'una coproducció britànica i estatunidenca, i és la seqüela de la pel·lícula Bèsties fantàstiques i on trobar-les (2016), la segona entrega de la trilogia Bèsties fantàstiques, i la desena pel·lícula de la franquícia sobre el món màgic que començà amb la sèrie Harry Potter. La pel·lícula està dirigida per David Yates, amb guió de J.K. Rowling, i és protagonitzada per Eddie Redmayne, Katherine Waterston, Dan Fogler, Alison Sudol, Ezra Miller, Zoë Kravitz, Callum Turner, Claudia Kim, Carmen Ejogo, Jude Law i Johnny Depp. L'argument segueix les aventures de Newt Scamander i Albus Dumbledore en el seu intent per derrotar el mag fosc Gellert Grindelwald. Aquesta pel·lícula ha estat doblada al català.
La filmació va iniciar-se el juliol de 2017 als estudis de la Warner Bros. de Leavesden i es va estrenar el 15 de novembre de 2018.

## Repartiment
- Eddie Redmayne com a Newton "Newt" Scamander[2][3]
- Katherine Waterston com a Porpentina "Tina" Goldstein[4]
- Dan Fogler com a Jacob Kowalski[4]
- Alison Sudol com a Queenie Goldstein[4]
- Ezra Miller com a Credence Barebone[5]
- Jude Law com a Albus Dumbledore[4][6]
- Johnny Depp com a Gellert Grindelwald:[7][8]
- Zoë Kravitz com a Leta Lestrange[9][10]
- Callum Turner com a Theseus Scamander[11][10]
- Claudia Kim com a un Maledictus[12][13]
- William Nadylam com a Yusuf Kama[12]
- Kevin Guthrie com al senyor Abernathy[12]
- Carmen Ejogo com a Seraphina Picquery[14]
- Poppy Corby-Tuech com a Vinda Rosier[14]